# Atrapós
Atrapós, en grec moderne : Ατραπός, auparavant appelé Krapéstina (Κραπέστινα), est un village du dème de Flórina, district régional de Flórina, en Macédoine-Occidentale, Grèce. 
Selon le recensement de 2011, la population du village compte 150 habitants.